# 2018년 동계 올림픽 루지 남자 1인승
2018년 동계 올림픽의 루지 남자 1인승 종목은 2018년 2월 10일과 2월 11일 대한민국 평창군의 알펜시아 슬라이딩 센터에서 진행되었다. 경기 결과, 오스트리아의 다비트 글라이어셔가 금메달, 미국의 크리스 매즈더가 은메달. 독일의 요하네스 루트비히가 동메달을 획득하였다.

## 예선
대회 출전권 배정은 2017-18시즌 월드컵 5차까지의 결과를 점수로 합산한 세계랭킹에 따른다. 이번 대회에서 총 110쿼터의 출전권이 각 선수들에게 배정되며, 남자 37명, 여자 27명, 그리고 단체 17팀이 처음에 배정된다. 한 국가당 돌아가는 출전권의 최대치는 남자 3명, 여자 3명, 단체 2팀이다. 단 개최국인 대한민국은 선수가 최소요건을 갖추기만 한다면 남자, 여자, 단체 종목에 바로 한 명/팀씩 출전권이 자동 부여된다. 이후에는 8명분 쿼터가 새로 배정되는데 먼저 최상위 단체 팀 중 팀원 세 명 중에 출전권을 부여받지 못하는 경우가 있다면 우선 부여되고, 그 후에도 남은 쿼터가 있다면 동등하게 배분 처리된다.

## 경기 일정
모든 시간은 한국 시간 기준이다.
| 날짜     | 시간  | 경기     |
| -------- | ----- | -------- |
| 2월 10일 | 19:10 | 1차 시도 |
| 2월 10일 |       | 2차 시도 |
| 2월 11일 | 18:50 | 3차 시도 |
| 2월 11일 |       | 4차 시도 |

## 결과
이틀에 걸쳐 네 차례의 시도가 진행되며 4차 시도에서 메달색이 가려진다.
| 순위 | 순서 | 이름                    | 국가           | 1차      | 순위 | 2차    | 순위 | 3차    | 순위 | 4차           | 순위          | 합계          | 차이          |
| ---- | ---- | ----------------------- | -------------- | -------- | ---- | ------ | ---- | ------ | ---- | ------------- | ------------- | ------------- | ------------- |
| 1    | 11   | 다비트 글라이어셔       | 오스트리아     | 47.652   | 1    | 47.835 | 7    | 47.584 | 4    | 47.631        | 4             | 3:10.702      | —             |
| 2    | 13   | 크리스 매즈더           | 미국           | 47.800   | 5    | 47.717 | 2    | 47.534 | 1    | 47.677        | 7             | 3:10.728      | +0.026        |
| 3    | 3    | 요하네스 루트비히       | 독일           | 47.764   | 3    | 47.940 | 14   | 47.625 | 6    | 47.603        | 3             | 3:10.932      | +0.230        |
| 4    | 4    | 도미니크 피슈날러       | 이탈리아       | 47.930   | 10   | 47.967 | 16   | 47.562 | 3    | 47.475        | 1             | 3:10.934      | +0.232        |
| 5    | 5    | 펠릭스 로흐             | 독일           | 47.674   | 2    | 47.625 | 1    | 47.560 | 2    | 48.109        | 19            | 3:10.968      | +0.266        |
| 6    | 19   | 사무엘 에드니           | 캐나다         | 47.862   | 9    | 47.755 | 4    | 47.759 | 10   | 47.645        | 6             | 3:11.021      | +0.319        |
| 7    | 14   | 케빈 피슈날러           | 이탈리아       | 47.853   | 8    | 47.793 | 5    | 47.596 | 5    | 47.812        | 8             | 3:11.054      | +0.352        |
| 8    | 6    | 로만 레필로프           | 러시아 출신    | 47.776   | 4    | 47.740 | 3    | 47.948 | 15   | 47.644        | 5             | 3:11.108      | +0.406        |
| 9    | 2    | 볼프강 킨들             | 오스트리아     | 47.955   | 11   | 47.858 | 9    | 47.799 | 12   | 47.521        | 2             | 3:11.133      | +0.431        |
| 10   | 10   | 안디 랑겐한             | 독일           | 48.083   | 18   | 47.850 | 8    | 47.630 | 7    | 47.870        | 13            | 3:11.433      | +0.731        |
| 11   | 8    | 크리스테르스 아파르요드 | 라트비아       | 47.822   | 6    | 47.834 | 6    | 47.858 | 13   | 47.942        | 17            | 3:11.456      | +0.754        |
| 12   | 24   | 레이드 왓츠             | 캐나다         | 47.960   | 12   | 47.895 | 10   | 47.787 | 11   | 47.848        | 11            | 3:11.490      | +0.788        |
| 13   | 22   | 스테판 페도로프         | 러시아 출신    | 48.035   | 13   | 47.936 | 13   | 47.755 | 9    | 47.882        | 14            | 3:11.608      | +0.906        |
| 14   | 1    | 세멘 파블리첸코         | 러시아 출신    | 48.337   | 24   | 47.923 | 12   | 47.716 | 8    | 47.883        | 15            | 3:11.859      | +1.157        |
| 15   | 7    | 라인하르트 에거         | 오스트리아     | 48.221   | 20   | 47.903 | 11   | 47.963 | 17   | 47.840        | 10            | 3:11.927      | +1.225        |
| 16   | 25   | 미첼 말릭               | 캐나다         | 48.075   | 17   | 48.050 | 18   | 47.952 | 16   | 47.869        | 12            | 3:11.946      | +1.244        |
| 17   | 20   | 에마누엘 리더           | 이탈리아       | 48.040   | 14   | 48.047 | 17   | 47.972 | 18   | 48.082        | 18            | 3:12.141      | +1.439        |
| 18   | 23   | 테일러 모리스           | 미국           | 48.072   | 15   | 48.793 | 32   | 47.858 | 13   | 47.824        | 9             | 3:12.547      | +1.845        |
| 19   | 26   | 마치에이 쿠로브스키     | 폴란드         | 48.103   | 19   | 48.467 | 24   | 48.158 | 22   | 47.885        | 16            | 3:12.613      | +1.911        |
| 20   | 17   | 이나르스 키블레니엑스   | 라트비아       | 48.274   | 21   | 48.370 | 22   | 48.066 | 20   | 48.112        | 20            | 3:12.822      | +2.120        |
| 21   | 16   | 온드레이 하이만         | 체코           | 48.324   | 23   | 48.276 | 20   | 48.313 | 25   | 진출하지 못함 | 진출하지 못함 | 진출하지 못함 | 진출하지 못함 |
| 22   | 31   | 아담 로젠               | 영국           | 48.477   | 25   | 48.410 | 23   | 48.280 | 23   | 진출하지 못함 | 진출하지 못함 | 진출하지 못함 | 진출하지 못함 |
| 23   | 35   | 안톤 두카치             | 우크라이나     | 48.888   | 27   | 48.307 | 21   | 48.303 | 24   | 진출하지 못함 | 진출하지 못함 | 진출하지 못함 | 진출하지 못함 |
| 24   | 21   | 아르투스 다르츠니에크스 | 라트비아       | 48.305   | 22   | 48.671 | 29   | 48.602 | 28   | 진출하지 못함 | 진출하지 못함 | 진출하지 못함 | 진출하지 못함 |
| 25   | 12   | 요제프 니니스           | 슬로바키아     | 47.833   | 7    | 50.014 | 37   | 48.095 | 21   | 진출하지 못함 | 진출하지 못함 | 진출하지 못함 | 진출하지 못함 |
| 26   | 9    | 터커 웨스트             | 미국           | 48.484   | 26   | 47.942 | 15   | 49.593 | 37   | 진출하지 못함 | 진출하지 못함 | 진출하지 못함 | 진출하지 못함 |
| 27   | 15   | 마테우시 소호비치       | 폴란드         | 49.047   | 29   | 48.203 | 19   | 48.930 | 31   | 진출하지 못함 | 진출하지 못함 | 진출하지 못함 | 진출하지 못함 |
| 28   | 27   | 알렉산더 페르라조       | 오스트레일리아 | 48.073   | 16   | 48.587 | 27   | 49.351 | 36   | 진출하지 못함 | 진출하지 못함 | 진출하지 못함 | 진출하지 못함 |
| 29   | 18   | 발렌틴 크레추           | 루마니아       | 49.030   | 28   | 49.085 | 33   | 48.424 | 26   | 진출하지 못함 | 진출하지 못함 | 진출하지 못함 | 진출하지 못함 |
| 30   | 29   | 임남규                  | 대한민국       | 49.461   | 31   | 48.591 | 28   | 48.620 | 29   | 진출하지 못함 | 진출하지 못함 | 진출하지 못함 | 진출하지 못함 |
| 31   | 39   | 안드레이 투레아         | 루마니아       | 49.482   | 32   | 48.489 | 26   | 49.314 | 35   | 진출하지 못함 | 진출하지 못함 | 진출하지 못함 | 진출하지 못함 |
| 32   | 36   | 조르지 소고이아니       | 조지아         | 49.300   | 30   | 49.151 | 34   | 49.008 | 33   | 진출하지 못함 | 진출하지 못함 | 진출하지 못함 | 진출하지 못함 |
| 33   | 34   | 루퍼트 스토딩거         | 영국           | 49.626   | 33   | 49.259 | 35   | 48.957 | 32   | 진출하지 못함 | 진출하지 못함 | 진출하지 못함 | 진출하지 못함 |
| 34   | 37   | 시바 케샤반             | 인도           | 50.578   | 36   | 48.710 | 31   | 48.900 | 30   | 진출하지 못함 | 진출하지 못함 | 진출하지 못함 | 진출하지 못함 |
| 35   | 33   | 야쿠프 시모냐크         | 슬로바키아     | 51.724   | 38   | 48.690 | 30   | 48.522 | 27   | 진출하지 못함 | 진출하지 못함 | 진출하지 못함 | 진출하지 못함 |
| 36   | 40   | 니키타 코피렌코         | 카자흐스탄     | 50.147   | 35   | 50.327 | 38   | 49.244 | 34   | 진출하지 못함 | 진출하지 못함 | 진출하지 못함 | 진출하지 못함 |
| 37   | 28   | 파벨 안젤로프           | 불가리아       | 51.569   | 37   | 49.449 | 36   | 50.094 | 39   | 진출하지 못함 | 진출하지 못함 | 진출하지 못함 | 진출하지 못함 |
| 38   | 38   | 리엔테안                | 중화 타이베이  | 52.121   | 39   | 51.472 | 39   | 50.545 | 40   | 진출하지 못함 | 진출하지 못함 | 진출하지 못함 | 진출하지 못함 |
| 39   | 30   | 틸렌 시르세             | 슬로베니아     | 49.887   | 34   | 58.776 | 40   | 49.646 | 38   | 진출하지 못함 | 진출하지 못함 | 진출하지 못함 | 진출하지 못함 |
| 40   | 32   | 안드리 만지             | 우크라이나     | 1:02.935 | 40   | 48.473 | 25   | 47.981 | 19   | 진출하지 못함 | 진출하지 못함 | 진출하지 못함 | 진출하지 못함 |